# Kraj (1869–1874)
Der Kraj (Land) war eine polnische Tageszeitung, die von 1869 bis 1874 in Krakau herausgegeben wurde.
Die Zeitung wurde von Adam Sapieha gegründet. Im Oktober 1869 übernahm Ludwig Gumplowicz die Herausgeberschaft und Redaktion. Unter seiner Leitung wurde die Zeitung zu einem Verbreiter des Positivismus in Galizien.
Mitarbeiter waren unter anderem Michał Bałucki Józef Ignacy Kraszewski und Ignacy Maciejowski.